# Аскольд
Аско́льд (др.-сканд. Hǫðskuldr, Hǫskuldr, церк.-слав. Асколдъ, Осколдъ; ум. ок. 882, Киев) — согласно «Повести временных лет» и Новгородской первой летописи, киевский князь, правивший совместно с князем Диром.

## В ранних летописях
По тексту «Повести временных лет», Аскольд и Дир были боярами (дружинниками) князя новгородского Рюрика («И бяста у него два мужа, не племени его, но боярина»), отпустившего их в поход на Царьград. Они обосновались в Киеве, захватив власть над полянами, которые в это время платили дань хазарам. В «Повести…» говорится, что в Киеве были свои князья, так как после смерти легендарных основателей города Кия, Щека и Хорива у полян княжили их потомки: «И по сихъ братьи держати. почаша родъ ихъ княженьє в Поляхъ».
Далее в «Повести временных лет» сообщается, что в 866 году под предводительством Аскольда и Дира был совершён первый поход Руси на Царьград (византийские и европейские источники указывают 860 год, сообщая только об одном предводителе русов, не называя его имени):

В год 6374 (866). Пошли Аскольд и Дир войной на греков и пришли к ним в 14-й год царствования Михаила. Царь же был в это время в походе на агарян, дошёл уже до Чёрной реки, когда епарх прислал ему весть, что Русь идёт походом на Царьград, и возвратился царь. Эти же вошли внутрь Суда, множество христиан убили и осадили Царьград двумястами кораблей. Царь же с трудом вошёл в город и всю ночь молился с патриархом Фотием в церкви святой Богородицы во Влахерне, и вынесли они с песнями Божественную ризу святой Богородицы, и смочили в море её полу. Была в это время тишина и море было спокойно, но тут внезапно поднялась буря с ветром, и снова встали огромные волны, разметало корабли безбожных русов, и прибило их к берегу, и переломало, так что немногим из них удалось избегнуть этой беды и вернуться домой.

В византийских источниках (свидетельство патриарха Фотия, бывшего современником и очевидцем тех событий, а также позднейшая хроника продолжателя Георгия Амартола) указывается, что после похода Фотий направил к русам епископа, крестившего русов (включая и их правителя, имя которого всё так же не уточняется). В церковной традиции считается, что крещены были князья Аскольд и Дир c «болярами» и некоторым количеством народа.
Ниже «Повесть временных лет» сообщает о походе в 882 году преемника Рюрика, новгородского князя Олега, который, захватив Смоленск и ряд других городов, подошёл к Киеву и узнал, что здесь правят Аскольд и Дир. Тогда Олег спрятал воинов в ладьях и послал за Аскольдом и Диром, назвавшись купцом, плывущим в греческие земли «от Олега и Игоря княжича». Когда же те пришли, воины вышли из ладей и Олег сказал Аскольду и Диру, что они не князья, не княжеского рода, а он, Олег, княжеского, а вместе с ним малолетний сын Рюрика Игорь. После этого Аскольд и Дир были убиты, а Олег стал киевским князем.
По Новгородской первой летописи Аскольд и Дир не связаны с Рюриком и княжили в Киеве до приглашения того в Новгород, но после похода русов на Царьград.

## В поздних источниках
В Псковской второй летописи XV века сказано: «А князи в та лета бяху на Рускои земли; От Варяговъ 3 князя, первому имя Скалдъ [то есть Аскольд], а дроугому Дир, а третьему Рюрик…».
В Никоновской и Иоакимовской летописях содержатся неизвестные по другим источникам сведения о событиях 870-х годов: бегстве части новгородской знати от Рюрика к Аскольду в ходе борьбы за власть в Новгороде, гибели в 872 году сына Аскольда в борьбе с болгарами, походах Аскольда на полочан, кривичей (где Рюрик посадил своих наместников) и печенегов (875). Поход же на Царьград, отнесённый Повестью временных лет к 866 году, датирован 874—875 годами.
Помимо древнерусских летописей, Аскольд и Дир упоминаются в сочинении польского историка XV века Яна Длугоша (не исключалось, что такая версия была придумана для обоснования претензий Польши на киевское наследство, в противовес московским Рюриковичам). В его трактовке Аскольд и Дир были полянскими князьями, потомками Кия, легендарного основателя Киева.
Версия Длугоша была поддержана историком XVI века Матвеем Стрыйковским, неоднократно писавшим о родстве Аскольда и Дира с Кием. Генеалогическое построение Длугоша имело популярность и в дальнейшем, его придерживались А. А. Шахматов (1864—1920), М. Н. Тихомиров (1893—1965), Б. А. Рыбаков и другие историки.

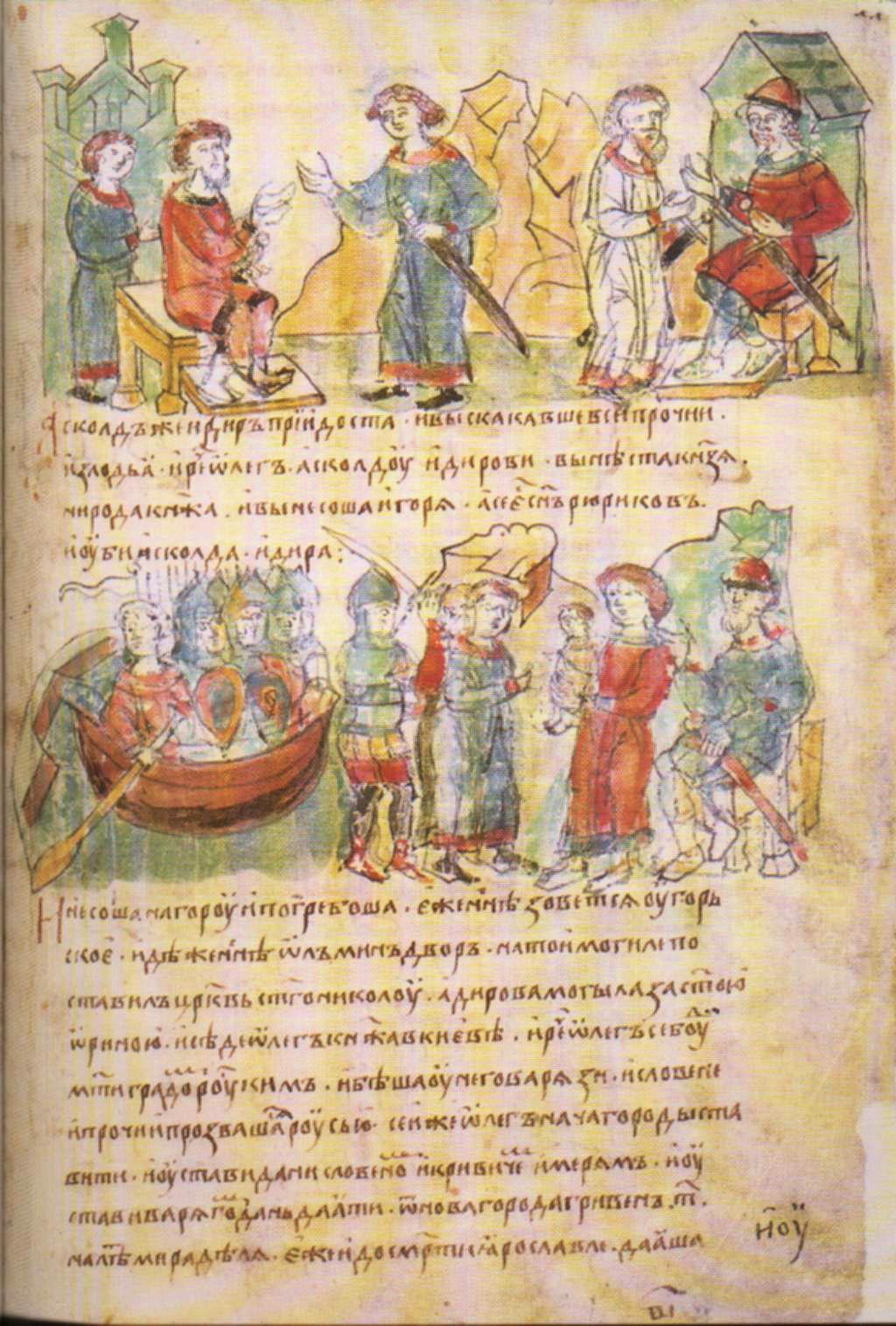
Олег показывает маленького Игоря Аскольду и Диру; убийство Аскольда и Дира. Миниатюра из Радзивилловской летописи, конец XV века
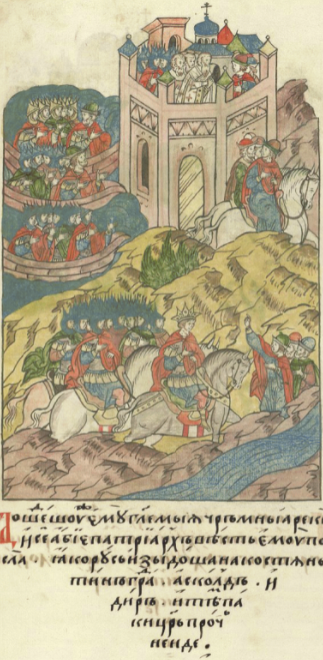
Аскольд и Дир подходят на ладьях к Константинополю, Лицевой летописный свод, XVI век

## Историография

### Этническая принадлежность
Современные лингвисты и историки считают, что Аскольд и Дир были скандинавами, так как их имена имеют древнескандинавскую этимологию: церк.-слав. Асколдъ от др.-сканд. Hǫðskuldr, Hǫskuldr; церк.-слав. Диръ от др.-сканд. Dýri.

### Старая Русса
В 1919 году А. А. Шахматов связал князя Аскольда с Южным Приильменьем, центром которого была Старая Русса. Согласно его гипотезе, Руса была первоначальной столицей древнейшей страны. И из этой «древнейшей Руси… вскоре после» 839 года началось движение руси на юг, приведшее к основанию в Киеве около 840 года «молодого русского государства».
Историк русского зарубежья Г. В. Вернадский (1887—1973) также допускал связь князя Аскольда со Старой Руссой.
В 1920 году С. Ф. Платонов (1860—1933) высказал надежду, что «будущие изыскания соберут… лучший материал для уяснения и укрепления гипотезы А. А. Шахматова о варяжском центре на Южном берегу Ильменя».
Предположение Шахматова, Платонова и Вернадского о существовании Старой Руссы в IX веке не подтверждается археологическими данными.

## Гипотезы

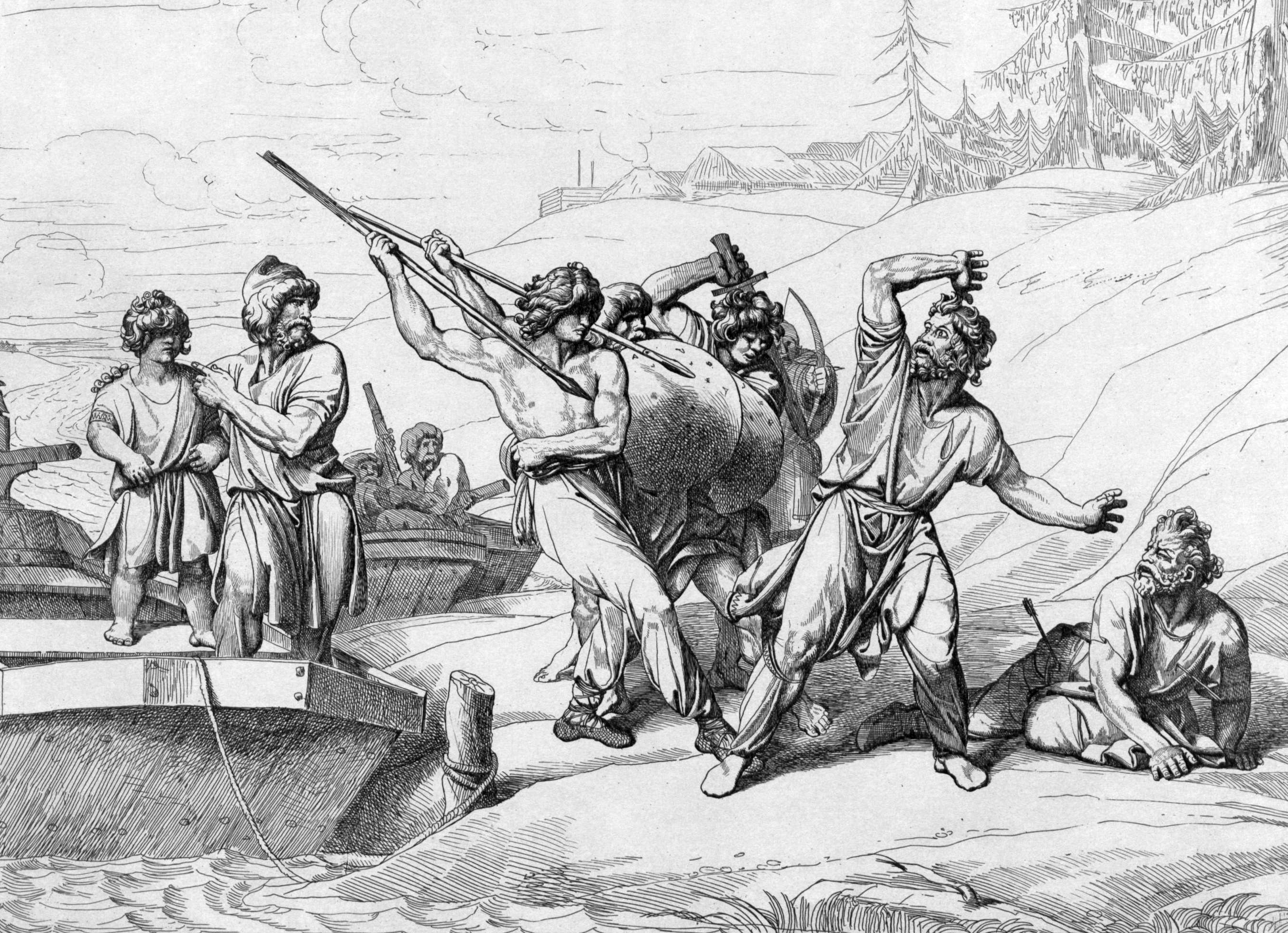
Смерть Аскольда и Дира, гравюра Ф. А. Бруни, 1839

Аскольд и Дир, согласно летописям убитые Олегом вместе, были похоронены в различных местах: «И убили Аскольда и Дира, отнесли на гору и погребли Аскольда на горе, которая называется ныне Угорской, где теперь Ольмин двор; на той могиле Ольма поставил церковь святого Николы; а Дирова могила — за церковью святой Ирины» (см. Аскольдова могила).
По одной из версий это свидетельствует об искусственном соединении в летописи Аскольда и Дира, что, возможно, произошло из-за неверного прочтения скандинавского написания имени Аскольда — Höskuldr или под влиянием местных легенд о Дире и его могиле.
В. Н. Татищев отмечал что: «Оскольд и Дир хотя два человека, однако ж Иоаким одного именовал, и по всем обстоятельствам видно, что один был» и, по сказанию Иоакима, Оскольд был сыном Рюрика, пасынком «овдовевшей княгини Рюриковой».
Академик Б. А. Рыбаков писал: «Личность князя Дира нам не понятна. Чувствуется, что его имя искусственно присоединено к Оскольду, потому что при описании их совместных действий, грамматическая форма дает нам одиночное, а не двойное число, как это должно было бы быть при описании совместных действий двоих лиц». При этом лингвист А. В. Циммерлинг отмечает: «Аргумент Б. А. Рыбакова, будто согласование глагола в единственном числе доказывает, что второе имя вычленили позже, некорректен. Лингвистически доказать, что Дир был или что Дира не было, нельзя».

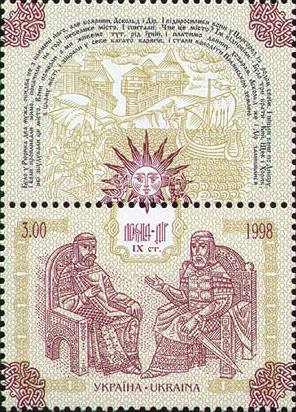
Древние киевские князи Аскольд и Дир (IX век) на почтовом блоке Украины, 1998

По версии М. Ю. Брайчевского, Аскольд был преемником своего брата Дира на древнерусском престоле и прямым потомком легендарного Кия. Ради усиления своего политического реноме принял титул кагана, который равнялся императорскому. Таким образом Русь стала вровень с Хазарией и Византией — самыми сильными государствами того времени. Именно с именем Аскольда Брайчевский связывает первую попытку крещения Руси в 860 году. В 852—853 годах русское войско по просьбе санарийцев (население Кахетии, или Восточной Грузии) участвовало в отражении арабского наступления в Закавказье. По мнению Брайчевского, в 864 или 865 году киевские дружинники достигали города Абесгун в Исфагане, четыре раза с 860 по 866 год совершали походы на Царьград, в результате которых заключались выгодные мирные соглашения. Трагическая гибель Аскольда в 882 году вследствие переворота и захвата Киева Олегом, по мнению Брайчевского, привела к тому, что все начинания киевского кагана были сведены на нет.
Ряд учёных считает легенду об основании Киева этимологическим мифом, призванным объяснить названия киевских местностей. Имена этих персонажей производны от киевских топонимов (Киев, «горы» Щекавица и Хоревица, река Лыбедь, приток Днепра), а не наоборот. Данные персонажи рассматриваются как генеалогические герои, герои мифологического эпоса, связанные с началом мифологизированной исторической традиции.
В работе А. Н. Сахарова делается вывод, что Рюрик, Аскольд и Дир искусственно соединены в летописях, а на самом деле представляли независимых друг от друга людей.
И. Е. Забелин, Б. А. Рыбаков и М. Ю. Брайчевский и некоторые другие исследователи реконструировали «Летопись Аскольда», написанную, по их мнению, в Киеве во времена правления Аскольда и Дира. Большинством современных исследователей гипотеза о существовании «Аскольдовой летописи» отвергается как не имеющая под собой оснований.

## Канонизация

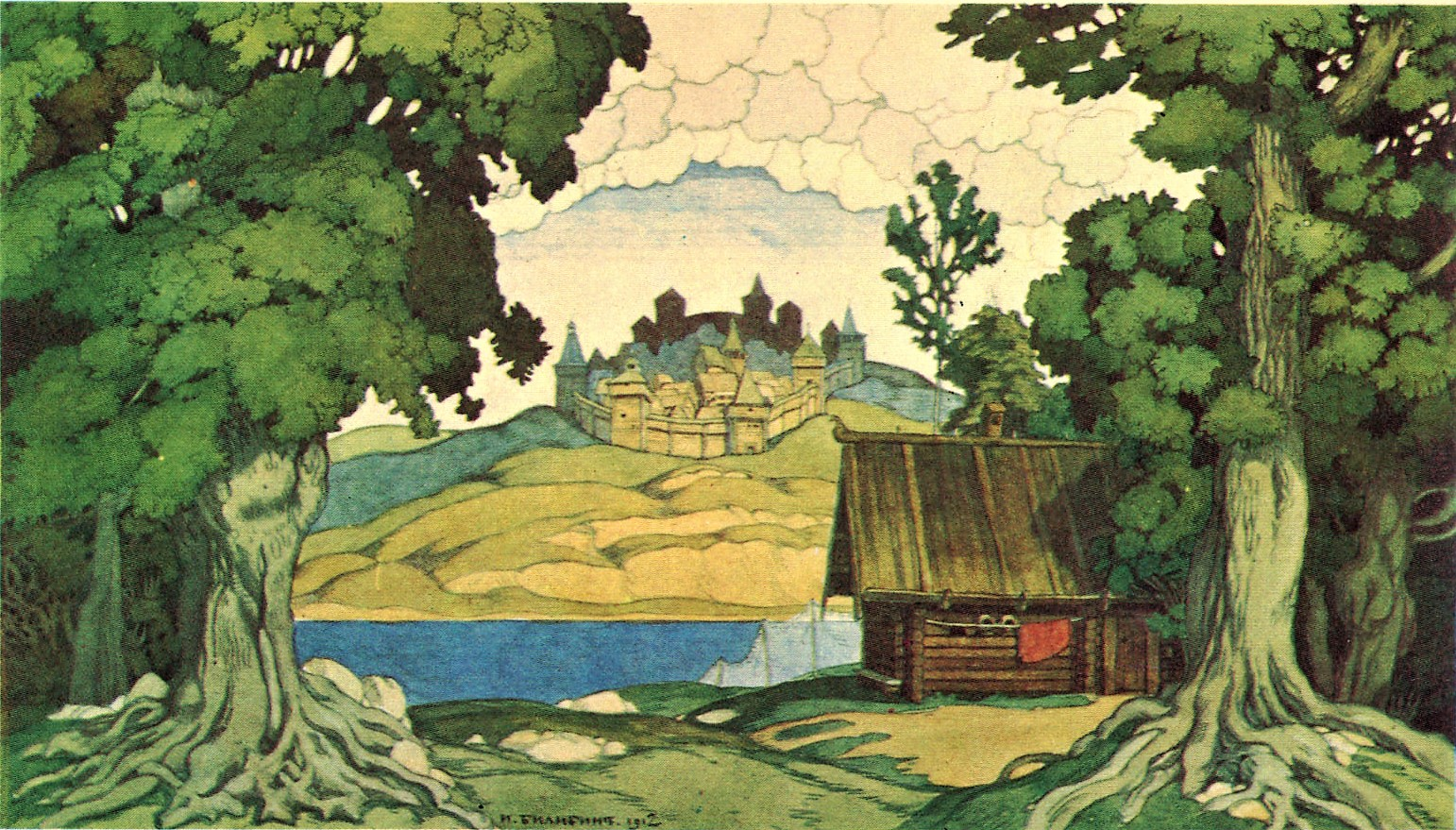
Иван Билибин, «Аскольдова могила»

Согласно преданию, Аскольд был крещён в православии с именем Николай. Историк Н. И. Петров считает тезис о существовании такого предания мифом, догадкой Татищева, которая не подтверждается письменными источниками.
В декабре 2010 года — январе 2011 года Ужгородской украинской богословской академией имени святых Кирилла и Мефодия и Карпатским университетом имени Августина Волошина были инициированы научные чтения, по результатам научных чтений принята резолюция и соответствующее решение о создании при Ужгородской богословской академии имени святых Кирилла и Мефодия Комиссии по подготовке материалов для канонизации великого князя киевского Аскольда (Оскольда, Николая) как мученика за веру Христову. Материалы должны были быть представлены на рассмотрение предстоятеля Украинской православной церкви (Московского патриархата) и Комиссии по канонизации святых при Священном синоде УПЦ с целью принятия решения о канонизации князя-мученика Оскольда-Николая Киевского.
В декабре 2012 года — январе 2013 года учёные киевских вузов приняли ряд документов, поддерживающих канонизацию князя Аскольда.
Однако Украинской православной церковью (Московского патриархата) решение о канонизации принято не было.
В то же время Украинской православной церковью Киевского патриархата на поместном соборе 27 июня 2013 года князь Аскольд причислен к лику святых по случаю 1025-летия крещения Киевской Руси.

## Память

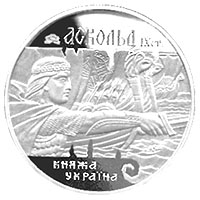
Серебряная монета Аскольд, выпущенная Национальным банком Украины

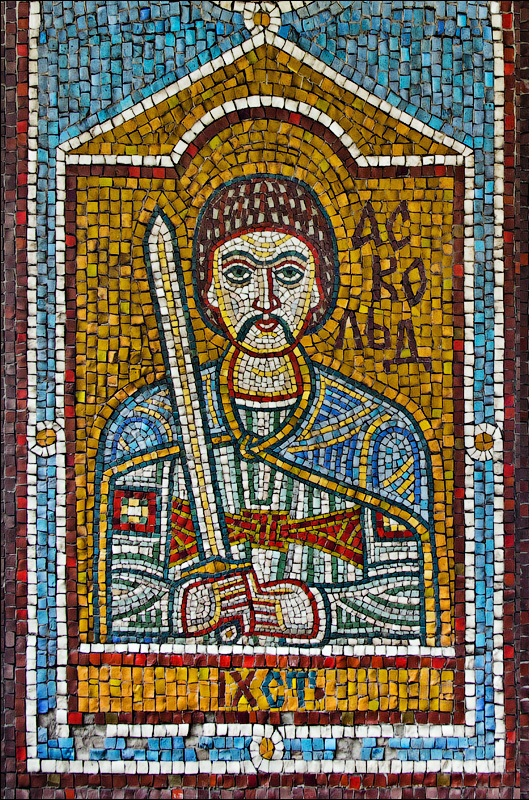
Аскольд, мозаика на станции Киевского метро Золотые ворота

В честь Аскольда был назван ряд военных кораблей России, в частности 46-пушечный парусно-винтовой фрегат, парусно-винтовой корвет 17-пушечного ранга и бронепалубный крейсер 1-го ранга.

## В кино и художественной литературе
- Сага о викингах[дат.] («A Viking Saga», 2008; Дания, США). Режиссёр Микаэль Моуяль, в роли Аскольда Петер Ганцлер.
- 6-й сезон телесериала «Викинги» («Vikings», 2019; Канада, Ирландия). В роли Аскольда Блейк Кубена.
- Под именем «Хаскульд» фигурирует в исторических повестях Ю. П. Вронского «Необычайные приключения Кукши из Домовичей» и «Странствие Кукши. За тридевять морей».
- Аскольд стал героем трагедии Александра Сумарокова «Семира» (1751) с полностью выдуманным сюжетом.